# Luigi Lucchini (giurista)
Luigi Lucchini (Piove di Sacco, 10 giugno 1847 – Limone sul Garda, 28 settembre 1929) è stato un politico e giurista italiano.

## Biografia

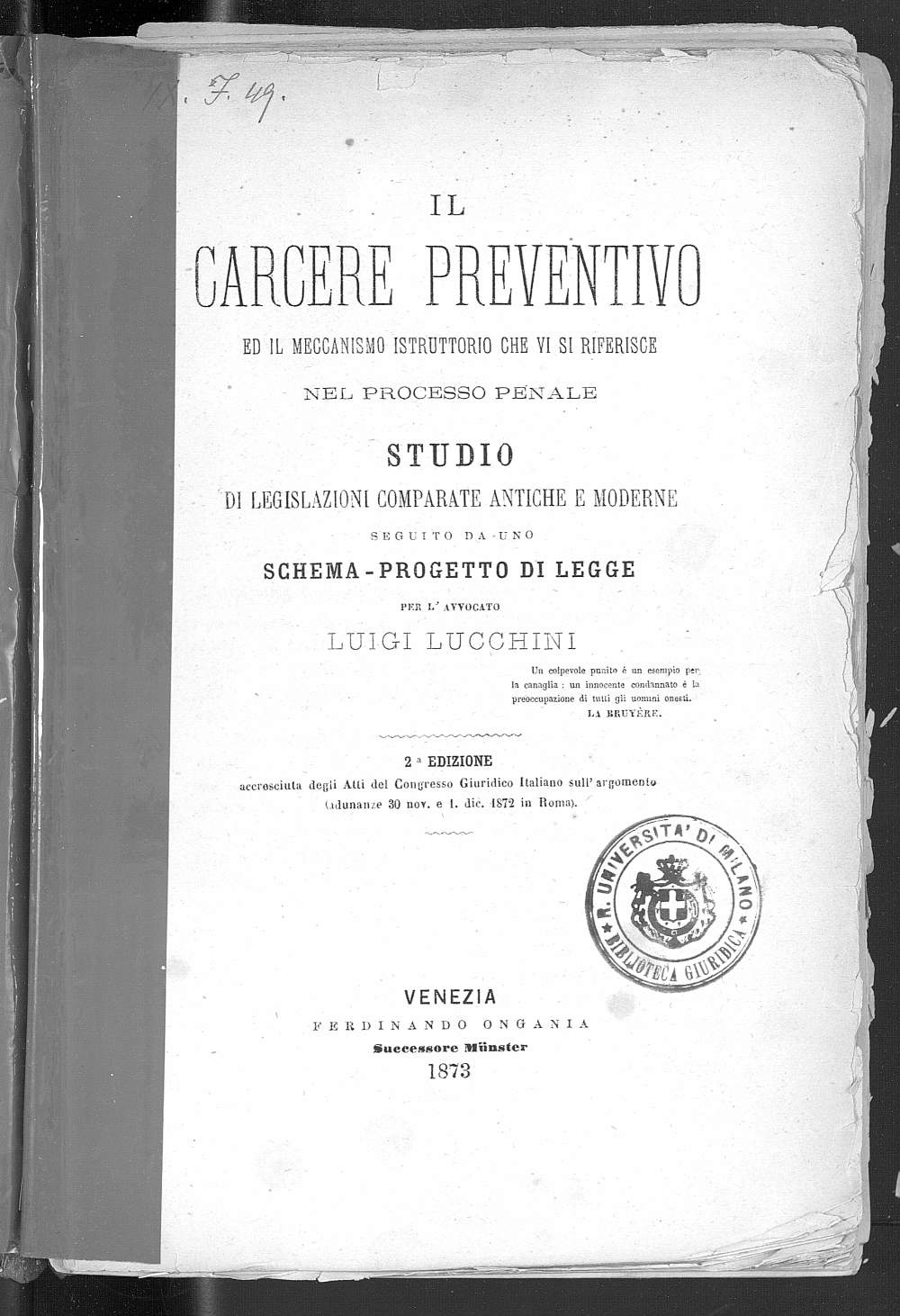
Il carcere preventivo ed il meccanismo istruttorio che vi si riferisce nel processo penale, 1873

Criminalista e professore di Diritto e Procedura penale, esercitò prima nella Scuola superiore di Commercio di Venezia, poi all'Università di Siena. Nominato da Zanardelli nella Commissione per la riforma del Codice penale, fu uno degli artefici del Codice penale del 1889.
Collaborò a lungo con la Rivista giuridica di Verona e poi fondò e diresse la Rivista penale pubblicata a Firenze e diresse il Digesto italiano. Per Lucchini "la libertà dell'individuo era anche autonomia morale e libero arbitrio contro ogni forma di eredità della virtù e del merito e ogni determinismo fisiologico e psicologico che oggidì da' fisiologi e sociologi si riafferra con estremo vigore, e si vorrebbe condurre alle estreme conseguenze". Difendendo la nozione classica del diritto penale di scuola liberale di Francesco Carrara, sin dal suo pamphlet del 1884 sul caso Misdea (giudicato da Cesare Lombroso delinquente nato, incapace di intendere a volere perché malato di epilessia) Lucchini sostenne il confronto con la scuola positiva del diritto.
Nel 1893 fu eletto consigliere alla Corte di cassazione di Roma; divenne in seguito Procuratore generale a Firenze.

## Opere
(elenco parziale)
- Processo penale, 1873.
- Il carcere preventivo ed il meccanismo istruttorio che vi si riferisce nel processo penale, Venezia, Ongania, 1873.
- La filosofia del Diritto e della Politica sulle basi della evoluzione cosmica[3];
- La logica del sistema rappresentativo, 1874. Testo sulla riforma del processo elettorale.
- I semplicisti: antropologi, psicologi, sociologi del diritto penale, 1886.
- Elementi di procedura penale, 1920.